# Persone di nome Raul
| Questa pagina contiene informazioni ricavate automaticamente dalle voci biografiche con l'ausilio del template Bio e di un bot. L'aggiornamento è periodico e automatico e ricostruisce completamente la pagina. Se manca una persona in questa lista, sei pregato di non aggiungerla, ma accertati piuttosto che la sua voce biografica contenga il template Bio e che i dati anagrafici siano correttamente compilati. Se il template Bio manca, inseriscilo tu stesso o, in alternativa, metti l'avviso {{tmp\|Bio}} che ne segnala la mancanza. Se i dati riportati sono sbagliati, correggi direttamente la voce biografica; le modifiche saranno visibili in questa lista entro pochi giorni. Per chiarimenti vedi il progetto antroponimi. La lista contiene solo le 54 persone che sono citate nell'enciclopedia e per le quali è stato implementato correttamente il template Bio. Pagina aggiornata al 6 giu 2025. |

Questa è una lista di persone presenti nell'enciclopedia che hanno il nome Raul, suddivise per attività principale.

## Allenatori di calcio(3)
- Raul Águas, allenatore di calcio e ex calciatore portoghese (Lobito, n. 1949)
- Raul Blanco, allenatore di calcio e ex calciatore argentino (Buenos Aires, n. 1941)
- Raul Plassmann, allenatore di calcio e ex calciatore brasiliano (Antonina, n. 1944)

## Attori(1)
- Raul Cortez, attore brasiliano (San Paolo, n. 1932 - San Paolo, † 2006)

## Calciatori(20)
- Raul Paula, calciatore tedesco (Böblingen, n. 2004)
- Raul Donazar Calvet, calciatore brasiliano (Bagé, n. 1934 - Porto Alegre, † 2008)
- Raul Ciupe, ex calciatore rumeno (Cluj-Napoca, n. 1983)
- Renato Costa, calciatore brasiliano (Bahia, n. 1948 - † 2023)
- Raul Costin, ex calciatore rumeno (Mogoșoaia, n. 1985)
- Raúl Emeal, calciatore argentino (Capital Federal, n. 1916 - Buenos Aires, † 1999)
- Raul Florucz, calciatore austriaco (Vöcklabruck, n. 2001)
- Raul Guilherme Martins, ex calciatore brasiliano (Curitiba, n. 1990)
- Raul Isac, calciatore est-timorese (Melbourne, n. 1988)
- Raul Jorge, calciatore portoghese (n. 1903)
- Raul Kelecom, calciatore belga
- Raul Lô Gonçalves, calciatore brasiliano (Tauá, n. 1996)
- Raul Meireles, ex calciatore portoghese (Porto, n. 1983)
- Raul Moreira, calciatore portoghese (n. 1934 - † 2007)
- Raul Opruț, calciatore rumeno (Caransebeș, n. 1998)
- Raul Gustavo, calciatore brasiliano (Pedro Leopoldo, n. 1999)
- Raul Prata, calciatore brasiliano (Piracicaba, n. 1987)
- Raul Rusescu, ex calciatore rumeno (Râmnicu Vâlcea, n. 1988)
- Tamanqueiro, calciatore portoghese (Lisbona, n. 1903 - † 1941)
- Raul Șteau, calciatore rumeno (Aiud, n. 2001)

## Cantanti(1)
- Raul Seixas, cantante, compositore e musicista brasiliano (Salvador, n. 1945 - São Paulo, † 1989)

## Cantautori(1)
- Raul Midón, cantautore e chitarrista statunitense (Nuovo Messico, n. 1966)

## Cestisti(2)
- Raul Togni Filho, ex cestista e allenatore di pallacanestro brasiliano (Poços de Caldas, n. 1964)
- Raul Togni Neto, cestista brasiliano (Belo Horizonte, n. 1992)

## Comici(1)
- Raul Cremona, comico, illusionista e attore italiano (Milano, n. 1956)

## Compositori(1)
- Raul Lovisoni, compositore e scrittore italiano (Cremona, n. 1954)

## Filosofi(1)
- Raul Proença, filosofo, giornalista e scrittore portoghese (Caldas da Rainha, n. 1884 - Porto, † 1941)

## Giocatori di calcio a 5(1)
- Raul Cerqueira de Rezende, ex giocatore di calcio a 5 brasiliano (n. 1958)

## Giornalisti(1)
- Raul Brandão, giornalista, scrittore e militare portoghese (Foz do Douro, n. 1867 - Lisbona, † 1930)

## Imprenditori(1)
- Raul Gardini, imprenditore, dirigente d'azienda e velista italiano (Pomposa, n. 1933 - Milano, † 1993)

## Ingegneri(1)
- Raul Chiodelli, ingegnere e politico italiano (Roma, n. 1896 - Roma, † 1982)

## Militari(2)
- Raul Angelini, militare italiano (Terni, n. 1923 - Morro Reatino, † 1944)
- Raul Forti, militare italiano (Argenta, n. 1893 - Palermo, † 1945)

## Pallamanisti(1)
- Raul Bargelli, pallamanista italiano (Massa Marittima, n. 1999)

## Pallanuotisti(1)
- Raul Ranieri Taccini, pallanuotista e pugile italiano (Rapallo, n. 1950 - Rapallo, † 2011)

## Piloti automobilistici(1)
- Raul Boesel, ex pilota automobilistico brasiliano (Curitiba, n. 1957)

## Poeti(1)
- Raul de Leoni, poeta, scrittore e politico brasiliano (Petrópolis, n. 1895 - Itaipava, † 1926)

## Politici(3)
- Raul Mordenti, politico, scrittore e docente italiano (Roma, n. 1947)
- Raul Ruiz, politico e medico statunitense (Coachella, n. 1972)
- Raul De Luzenberger, politico italiano (Napoli, n. 1895 - Napoli, † 1950)

## Scrittori(4)
- Raul Lunardi, romanziere e poeta italiano (Sassoferrato, n. 1905 - Sassoferrato, † 2004)
- Raul Montanari, scrittore e traduttore italiano (Bergamo, n. 1959)
- Raul Radice, scrittore, giornalista e critico letterario italiano (Milano, n. 1902 - Roma, † 1988)
- Raul Pompeia, scrittore brasiliano (Rio de Janeiro, n. 1863 - Rio de Janeiro, † 1895)

## Showgirl e showman(1)
- Raul Gil, showman, attore e cantante brasiliano (São Paulo, n. 1938)

## Storici(3)
- Raul Hilberg, storico statunitense (Vienna, n. 1926 - Williston, † 2007)
- Raul Merzario, storico italiano (Como, n. 1946 - † 2006)
- Sire Raul, storico e funzionario italiano (Milano)

## Tennisti(1)
- Raul Brancaccio, tennista italiano (Torre del Greco, n. 1997)

## Senza attività specificata(1)
- Raul I di Clermont, conte francese (Acri, † 1191)